# Aïchata Diabaté
Aïchata Diabaté (* 25. August 2005) ist eine malische Schwimmerin.

## Sport
Sie trat bei den Schwimmweltmeisterschaften 2024 in Doha an und schwamm anschließend bei den Olympischen Spielen 2024 in Paris im Wettbewerb 50 m Freistil mit einer Zeit von 37,55 s auf Rang 77.